# 东亭镇
东亭镇，是中华人民共和国河北省保定市定州市下辖的一个乡镇级行政单位。

## 行政区划
东亭镇下辖以下地区：
东亭社区村、元光村、西堤阳村、东堤阳村、南齐村、陈村营村、安家营村、庞村、翟城村、土厚村、曹村、固城社区村、黄家营社区村、师家庄村和东王村。